# Edson Nery da Fonseca
Edson Nery da Fonseca (Recife, 6 de dezembro de 1921 - Olinda, 22 de junho de 2014) foi um bibliotecário e professor universitário brasileiro.
A vida de Edson Nery da Fonseca se confunde com a história da biblioteconomia brasileira. Foi fundador de cursos de biblioteconomia de graduação e pós-graduação; participou também da fundação da Universidade de Brasília (UnB), onde foi responsável pela implantação da Biblioteca Central, e do Instituto Brasileiro de Bibliografia e Documentação (IBBD), hoje Instituto Brasileiro de Informação em Ciência e Tecnologia (IBICT).
Em 1995, pela UnB, foi-lhe concedido o título de professor emérito, por ter alcançado uma posição eminente em atividades universitárias, ou seja, se destacou sobremaneira em sua área de atuação.

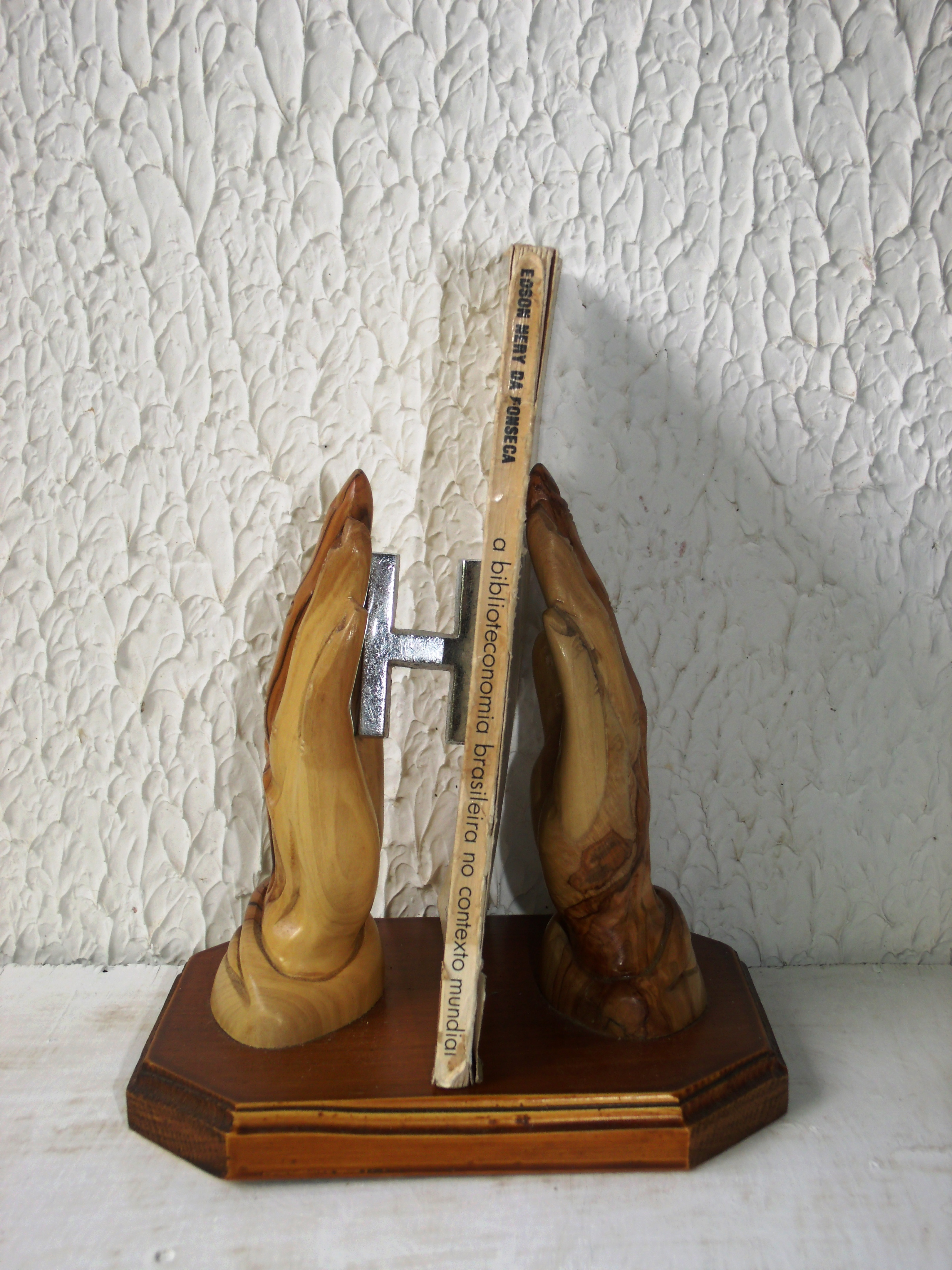
Uma de suas obras: A Biblioteconomia brasileira no contexto mundial, editada em 1979 pelo Instituto Nacional do Livro.

Filho do comerciante Inácio Nery da Fonseca e Maria Luíza Nery da Fonseca, viveu, a partir de 1991, em Olinda. Dedicou-se a conferências e à publicação de livros voltados principalmente para a área da biblioteconomia e também sobre a vida e a obra de Gilberto Freyre.

## Cronologia de Edson Nery da Fonseca
- 1930-1941: curso primário e secundário.

- 1942: com 21 anos, ingressa na Faculdade de Direito do Recife interrompendo o curso em 1943 ao ser convocado para o Exército onde presta serviços até 1945. Neste período também exerce o jornalismo literário no Jornal do Comercio e no Diário de Pernambuco até 1946.

- 1946: aos 25 anos é nomeado, pela Prefeitura Municipal do Recife, para a Diretoria de Documentação e Cultura (DDC), sendo esse o estímulo necessário para a matrícula no Curso de Biblioteconomia da Biblioteca Nacional no Rio de Janeiro, sendo diplomado no ano seguinte.

- 1948: retorna ao Recife onde, pela DDC, funda o primeiro curso de biblioteconomia do Nordeste, que dirige até 1951, quando é dispensado pela universidade por ter escrito o artigo “Verdades incômodas”, publicado no Diário de Pernambuco; dirigiu a reforma das bibliotecas da Faculdade de Direito e da Escola de Engenharia.

- 1952-1953: reside em João Pessoa e, sob os auspícios do Instituto Nacional do Livro, ministra cursos intensivos de biblioteconomia para bibliotecários da Paraíba, Pernambuco e Alagoas.

- 1954: transfere-se para o Rio de Janeiro onde organiza e dirige o Departamento de Bibliografia do Instituto Brasileiro de Bibliografia e Documentação (IBBD); anteriormente a isso chefiou a Biblioteca Demonstrativa Castro Alves, no Rio de Janeiro, e foi bibliotecário do Departamento Administrativo do Serviço Público (DASP).

- 1956-1960: é eleito Presidente da Associação Brasileira de Bibliotecários, também organizando e dirigindo a Comissão de Documentação da Associação Brasileira de Normas Técnicas (ABNT).

- 1962-1965: é convidado a integrar o corpo docente da nova Universidade de Brasília (UnB) como professor associado em regime de tempo parcial, para ministrar metodologia aos mestrandos na área de letras, Artes e Ciências Humanas, quando em 1965 torna-se professor titular, organizando e dirigindo o curso de biblioteconomia.

- 1966: organiza e dirige na UnB a Faculdade de Biblioteconomia e Informação Científica.

- 1972: passa a dirigir a Faculdade de Estudos Sociais Aplicados da Universidade de Brasília, até 1978.

- 1976: contratado pelo Unesco como consultor do projeto para criação de um sistema nacional de bibliotecas na Guiné-Bissau, e também consultor da Biblioteca do Congresso dos EUA.

- 1980-1987: requisitado para atuar na Fundação Joaquim Nabuco (Fundaj, Recife). Inicia as funções como primeiro superintendente do Instituto de Documentação. Em 1982 é nomeado Coordenador de Assuntos Internacionais da Fundação, onde de 85 a 86 assume o cargo de assessor da presidência vindo a ser dispensado em 1987. Exatamente em 1987 foi nomeado assessor do presidente José Sarney.

- 1988: é designado pelo presidente da República para compor a Comissão Especial responsável pela preservação dos documentos integrantes do acervo privado da Presidência onde trabalha até 1990.

- 1991: aos 70 anos, aposenta-se compulsoriamente como professor da UnB.

- 1995: Foi agraciado com o título de professor emérito pela UnB.

- 2011: Recebeu o título de doutor honoris causa pela Universidade Federal de Pernambuco.

- Falece aos 92 anos, por complicações causadas por infecções urinárias e pulmonares, cerca das 7h 30min de 22 de junho de 2014 [1]

## Edson Nery da Fonseca e Gilberto Freyre
Edson Nery da Fonseca e Gilberto Freyre cultivaram uma amizade de mais de quarenta anos. Assim como Edson Nery da Fonseca, Gilberto Freyre era pernambucano, nascido no Recife em 1900, faleceu aos oitenta e sete anos. Os longos anos de estudo das obras de Freyre e a aproximação e convivência entre ambos renderam a Nery da Fonseca o título de Gilbertólogo, ou Gilbertófilo como ele prefere ser denominado. A amizade entre os dois também rendeu um compadrio, Edson Nery da Fonseca, o “tio Gigante”, foi o escolhido por Fernando, filho de Freyre, para ser seu padrinho de crisma.